# Caos calmo (romanzo)
Caos calmo è un romanzo dello scrittore pratese Sandro Veronesi, pubblicato nel 2005 dalla Bompiani.
Nel 2006 il libro ha vinto il Premio Strega e nel 2008 ha vinto il Premio Mediterraneo per stranieri.

## Trama
Pietro Paladini è un uomo, poco più che quarantenne, pienamente realizzato: ha un ottimo lavoro (è alla dirigenza di un importante network televisivo), ha Lara, una donna che lo ama, e Claudia, una figlia di dieci anni.
Una mattina d'agosto si trova in spiaggia e si butta in acqua per salvare la vita a una sconosciuta, proprio nello stesso momento in cui Lara viene colpita da un aneurisma e muore nel giardino di casa.
Alla tragedia si accompagna un'insolita calma e Pietro decide di trascorrere le giornate successive al lutto rifugiandosi su una panchina davanti alla scuola della figlia. Per lui comincia l'epoca del risveglio, tanto folle nella premessa quanto produttiva nei risultati.
Osservando il mondo dal punto in cui s'è inchiodato, scopre a poco a poco il lato oscuro degli altri, dei capi, dei colleghi, dei parenti e di tutti quegli sconosciuti che accorrono a lui e che invece di dargli consolazione, riversano su di lui le loro angosce e i loro problemi.

## Opere derivate
Nel 2008 è stato realizzato l'omonimo adattamento cinematografico, diretto da Antonello Grimaldi ed interpretato da Nanni Moretti.
Il film, in concorso al 58º Festival di Berlino, rispetta abbastanza fedelmente la struttura narrativa del libro e dimostra una notevole leggerezza formale, anche grazie ad una delle rare e più convincenti prove esclusivamente come attore di Moretti.

## Edizioni
- Sandro Veronesi, Caos calmo, collana Romanzi Bompiani, Bompiani, 2005,  pp. 451, ISBN 88-452-3489-4.
- Nel 2013 è stata resa disponibile un'App per iPad, iPod Touch e iPhone, contenente il libro di Veronesi come piattaforma multimediale dove leggere il romanzo e visionare le clip del film riferibili direttamente al libro.[2][3]